# Stadio Luis de la Fuente
Lo stadio Luis de la Fuente (in spagnolo Estadio Luis de la Fuente), noto comunemente come Estadio Luis "Pirata" Fuente, è un impianto calcistico messicano situato a Boca del Río, nello stato di Veracruz. Inaugurato nel 1967, ha ospitato le gare casalinghe del Veracruz. È intitolato a Luis de la Fuente, ex calciatore messicano.

## Storia
Inaugurato il 17 marzo 1967, assunse inizialmente il nome Estadio Veracruzano per poi cambiare con l'attuale Estadio Luis "Pirata" Fuente in nome del più grande giocatore veracruzano della storia. Nel 2003 e nel 2004 subì degli interventi di modernizzazione e venne aggiunto un maxischermo.